# Паласио Бароло

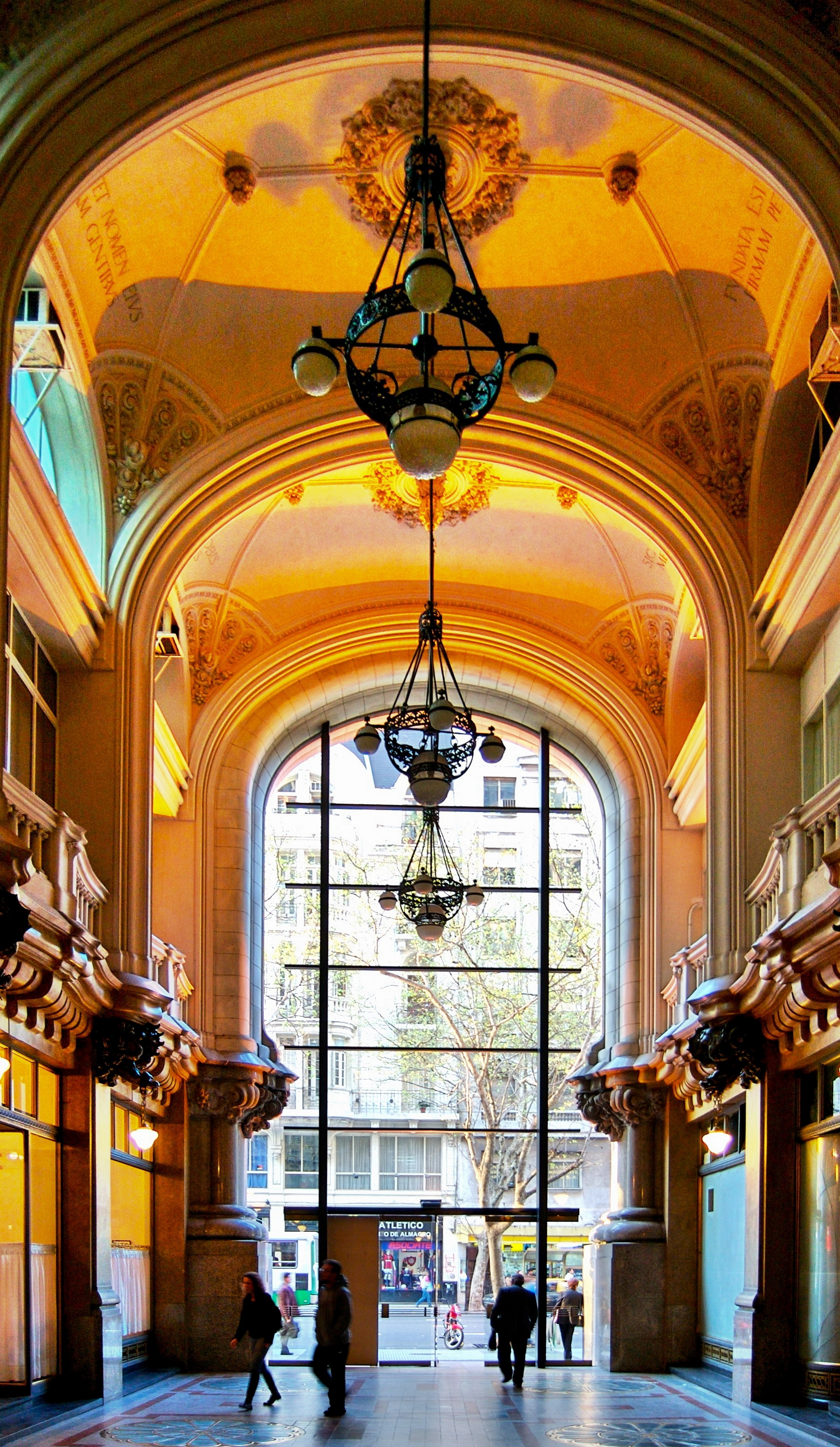
Главный зал дворца, с видом на Авенида де Майо

Пала́сио Баро́ло (исп. Palacio Barolo), или Пассаж Бароло, или Галерея Бароло — офисное здание, расположенное на проспекте Авенида де Майо в районе Монсеррат в столице Аргентины — городе Буэнос-Айресе. На момент постройки в 1923 г. это здание являлось самым высоким в городе и во всей Южной Америке. В настоящее время является Национальным историческим памятником.

## История создания и современное состояние
Итальянский архитектор Марио Паланти построил этот дворец по просьбе бизнесмена Луиса Бароло. Паланти был также автором уникальных элементов дизайна здания, таких как дверные ручки, светильники и решётки лифтов. Седьмого июля 1923 года здание было открыто для публики. Вплоть до 1935 года оно являлось самым высоким зданием в городе, до тех пор пока не было построено здание Эдифисио Каванах. Часто говорят, что Паласио Бароло имеет брата-близнеца — Паласио Сальво, построенного Марио Паланти в Монтевидео (Уругвай). Это не совсем верная формулировка. Идея и конструкция одинаковые, но проекты отличаются кардинально. Достаточно сравнить расположение башни-"маяка". У аргентинского здания она посередине фасада, а в Уругвае - на углу здания. Поэтому называть их близнецами можно лишь условно.
Первый владелец здания планировал использовать первые три этажа для себя, а остальные сдавать в аренду. Сегодня это офисное здание (в нём размещены 520 организаций). Мощность освещения здания составляет 300 000 кандел (свечей). В верхней части здания находится маяк, который работает в особых случаях. Строительство обошлась 4 500 000 аргентинских песо. При строительстве было израсходовано 650 т стали, 3500 т кирпича и 70 000 бочек портландского цемента. Все декоративные материалы, включая каррарский мрамор, были импортированы.
Высота здания, насчитывающего 22 этажа, составляет 100 м. Паланти составил проект здания, опираясь на «Божественную комедию» Данте Алигьери. Этажи здания архитектор разделил на три секции: подвал символизирует ад, этажи со 1-го по 14-й являются аллегорией чистилища, а этажи с 15-го по 22-й символизируют рай. Венчающий вершину башни маяк по своей структуре представляет «Девять чинов Ангельских». По одному из планов, Паласио Бароло должно было стать мавзолеем великого поэта Данте, останки которого архитектор планировал перевезти в Буэнос-Айрес.
В то время архитектура здания представляла собой грандиозное новшество, реализованное с помощью бетонного литья в эклектическом стиле, называемом многими, как «романтический», с реминисценциями готики и даже исламского искусства Индии. Ошибочно архитектурный стиль Паласио определяют как одно из направлений стиля ар-нуво или ар-деко. Ибо, по сути, Паласио Бароло представляет собой пример особого стиля, созданного Паланти.

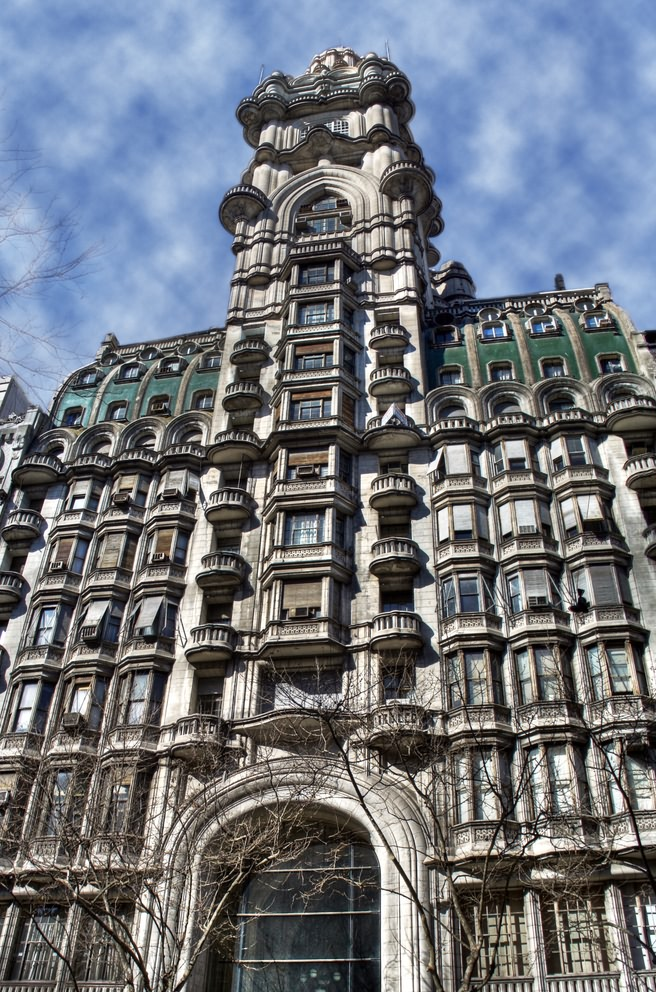
Паласио Бароло

Здание оборудовано 9 лифтами, в нём находится 20-метровый зал, в котором имеется расписной потолок. В верхней части башни установлен маяк, благодаря которому здание видно даже из Уругвая. В 2009 году здание было отреставрировано.
В 1997 году Паласио Бароло было объявлено Национальным историческим памятником. В настоящее время в здании работают несколько туристических агентств, школа испанского языка для иностранцев, магазин, который продает костюмы для танго, здесь также расположены офисы бухгалтеров, юристов и специальный офис в подвале.

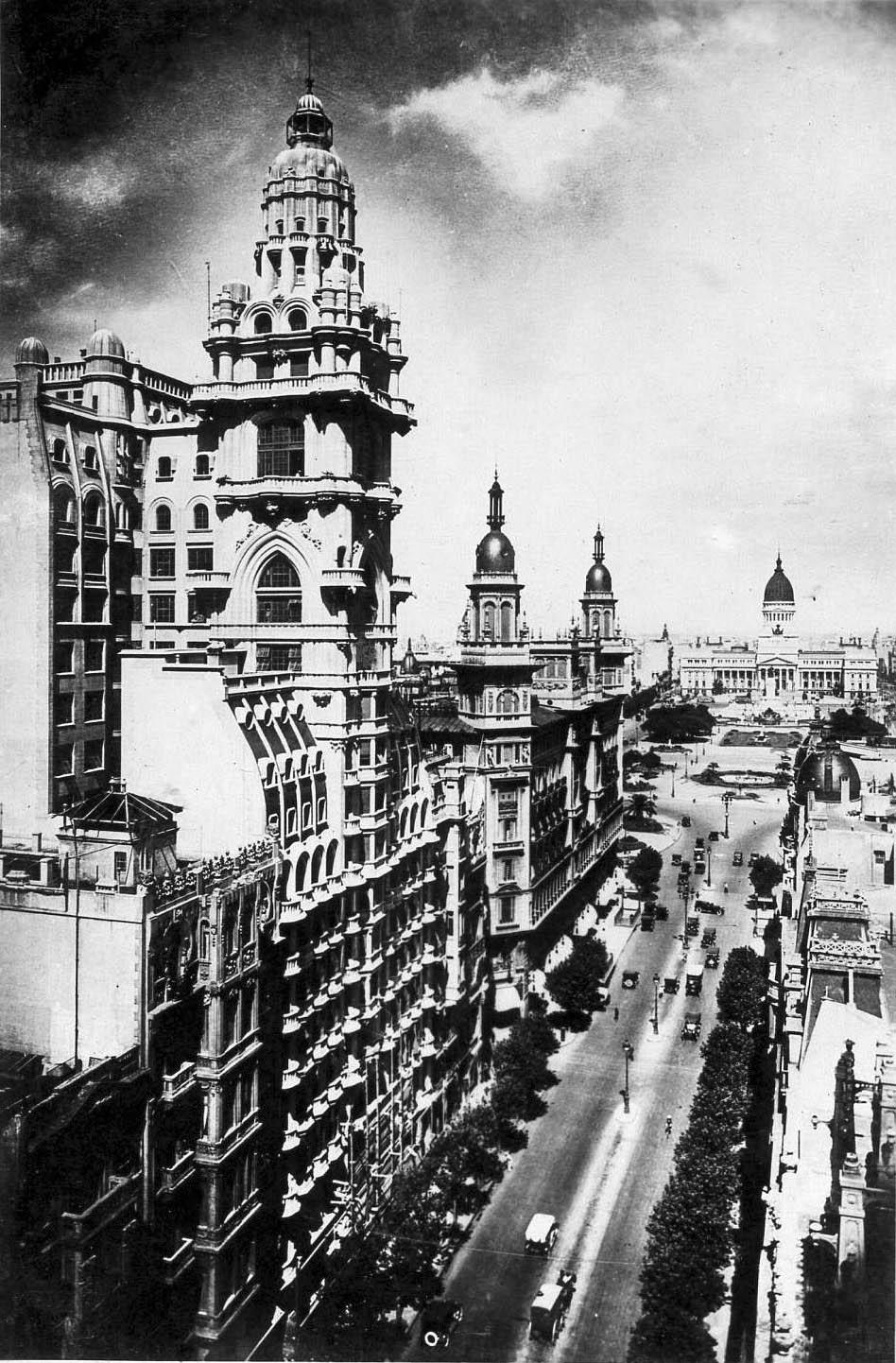
Вид на Паласио Бароло, Инмобилиария и здание Конгресса (около 1925).

Работа маяка на вершине здания была возобновлена 25 сентября 2009 года. Он освещал Буэнос-Айрес в рамках празднования двухсотлетия. Начиная 25 мая 2010 г. его включают 25 числа каждого месяца - и в течение получаса он освещает ночное небо Буэнос-Айреса.

## Отображение в искусстве
В 2012 году режиссёром Себастьяном Шинделем был снят документальный фильм «Латиноамериканский небоскрёб» (исп. El Rascacielos Latino), в сюжет которого положено исследование истории здания и курьёзы при его проектировании. Фильм, протяжённость которого около часа, был избран победителем на кинофестивале документальных фильмов, состоявшемся в апреле 2012 г. в рамках фестиваля BAFICI 2012. Фильм был показан широкой публике в ноябре того же года в Культурном центре Сан-Мартин.